# Чёрная (приток Яни)
Чёрная — река в России, протекает по территории Гдовского района Псковской области.

## География и гидрология
Берёт своё начало из болота Большой Мох в 1 км к северу от деревни Черно. Наиболее значительные притоки справа: реки Ветца, Бельковка, Осоченка; слева: Рожня. Впадает справа в реку Яню в урочище Румаскин Хутор в 12 км от её устья. Длина реки составляет 30 км, площадь водосборного бассейна 264 км², расход воды в устье ок. 2 м³/с.

## Некоторые данные по гидропостам «Васильевщина» и «Кордон»
В 1960-е годы на реке Чёрной функционировало два гидрологических поста.
- «Васильевщина», находился в деревне Васильевщина в 20 км от устья, площадь водосбора реки выше створа поста составляла 51,6 км².
- «Кордон», находился в урочище Кордон Чёрная Речка в 1,8 км от устья, площадь водосбора реки выше створа поста составляла 264 км².

Поскольку период наблюдения на постах был невелик, ниже приводятся только расчётные данные.
|                   | максимальный расход воды весеннего половодья обеспеченностью 1% (1 раз в 100 лет) (м³/с) | средний максимальный расход воды весеннего половодья (м³/с) | средний многолетний расход воды (м³/с) |
| гп "Васильевщина" | 32                                                                                       | 14,7                                                        | 0,43                                   |
| гп "Кордон"       | 62,5                                                                                     | 34,2                                                        | 2,35                                   |

## История
Первые упоминания о реке встречаются в писцовой книге 1571 года, например, при описании деревни Здажерино в Щепецком погосте Шелонской пятины (ныне — ур. Дажирино):

(Дрв) Здажерино над речкою над Черною, по старому писму 2 обжи: (в) Тимошка Яковлев, (в) Мишко Лукин, (в) Кошко Васильев, пашни в поле 5 четвертей на обжу, а в дву по тому-ж, сена копна на обжу.
До Великой Отечественной войны по реке проводился сплав леса, в начале 1950-х годов на Чёрной было две водяные мельницы: у деревни Васильевщина и на хуторе Чёрная Мельница (ныне — урочище Кордон Чёрная Речка).

## Данные водного реестра
По данным государственного водного реестра России относится к Балтийскому бассейновому округу, водохозяйственный участок реки — Нарва. Относится к речному бассейну реки Нарва (российская часть бассейна).
Код объекта в государственном водном реестре — 1030000412102000027168.